# وزارة الزراعة والتنمية الريفية (بولندا)
وزارة الزراعة والتنمية الريفية في جمهورية بولندا (بالبولندية: Ministerstwo Rolnictwa i Rozwoju Wsi)‏ وزارة في حكومة بولندا، تأسست في في أكتوبر 1999 من وزارة الزراعة والاقتصاد الغذائي في بولندا. يعود تاريخ تأسيس الوزارة إلى عام 1944.

## وصلات خارجية
- صفحة الويب الخاصة بالوزارة باللغة الإنجليزية